# Ustawa o prowadzeniu wojny
Ustawa o prowadzeniu wojny (ang. War Measures Act) – akt prawny uchwalony przez parlament Kanady w 1914 roku. Przyznawał szerokie uprawnienia rządowi w przypadku jego wprowadzenia. Został on wprowadzony w życie trzy razy:
- I wojna światowa
- II wojna światowa
- Kryzys październikowy w 1970 r.

W 1988 roku został zastąpiony przez ustawę o nagłych wypadkach (ang. Emergencies Act).